# K. Santhanam
Kasturi Ranga Santhanam (Hindi: के सन्तानम, Panjabi: ਕੇ. ਸੰਥਾਨਾਮ, Tamil: க. சந்தானம்; * 14. Juli 1895 in Kummattithidal, Distrikt Tanjore, Präsidentschaft Madras, Britisch-Indien, heute: Thanjavur, Tamil Nadu; † 28. Februar 1980) war ein indischer Journalist und Politiker des Indischen Nationalkongresses (INC), der von 1949 bis 1952 Staatsminister im Kabinett Nehru I sowie zwischen 1952 und 1956 Vizegouverneur von Vindhya Pradesh war. Er war zudem zwischen 1960 und 1964 Mitglied der Rajya Sabha, des Oberhauses des Parlaments (Bhāratīya Sansad).

## Leben
Kasturi Ranga Santhanam, Sohn von Shri Kasthuri Ranga und Angehöriger der Tamilen, absolvierte zunächst ein grundständiges Studium sowie ein postgraduales Studium an der University of Madras, welches er mit einem Master of Arts (M.A.) beendete. Ein Studium der Rechtswissenschaften an der University of Madras schloss er mit einem Bachelor of Laws ab. Er war zwischen 1932 und 1940 erster Chefredakteur der Tageszeitung The Indian Express und als Vertreter des Indischen Nationalkongresses (INC) zwischen 1937 und 1942 Mitglied der Zentralen Legislativversammlung (Central Legislative Assembly) von Britisch-Indien. 1943 wurde er einer der Chefredakteur der Tageszeitung Hindustan Times und behielt diese Funktion bis 1948.
Nach Ende des Zweiten Weltkrieges war Santhanam zwischen 1946 und 1950 Mitglied der Verfassunggebenden Versammlung (Constituent Assembly of India). 1949 wurde er im Kabinett Nehru I Staatsminister für Eisenbahnen und bekleidete dieses Amt bis zum Ende der ersten Amtszeit von Premierminister Jawaharlal Nehru am 15. April 1952. Zugleich war er zwischen 1950 und 1952 Mitglied des Provisorischen Parlaments (Provisional Parliament). Als Nachfolger des bisherigen Chefkommissar (Chief Commissioner) V. K. B. Pillai wurde er im März 1952 Vizegouverneur des damaligen Bundesstaates Vindhya Pradesh und bekleidete dieses Amt bis Januar 1956, woraufhin M. Tirumala Rao ihn ablöste. Im Anschluss war er zwischen 1956 und 1957 Vorsitzender der Unionskommission für Finanzen. Am 18. April 1960 wurde er für den Indischen Nationalkongress erstmals Mitglied der Rajya Sabha war, des Oberhauses des Parlaments (Bhāratīya Sansad), und gehörte dieser nach seiner Wiederwahl am 17. April 1962 als Vertreter des Bundesstaates Tamil Nadu bis zum 2. April 1964 an.
Aus seiner Ehe mit Sundaram gingen vier Söhne und eine Tochter hervor.

## Veröffentlichungen
- The cry of distress, Neu-Delhi 1944
- Ambedkar’s attack. A critical examination of Dr. Ambedkar’s book: „What Congress and Gandhi have done to the untouchables“, Neu-Delhi 1946
- Planning and plain thinking, Madras 1950
- The Constitution of India, Neu-Delhi 1951
- Social problems, Rewa 1955
- The fight against untouchability. A brief review of the phenomenal progress made during the past three decades in the eradication of an ancient evil, Neu-Delhi 1957
- Eight seers of rice and other stories of Indian life, Madras 1958
- Satyagraha and the state, London 1960
- Union-state relations in India. Under the auspices of the Indian Institute of Public Administration, Neu-Delhi 1960
- Democratic planning, New York City 1961
- Transition in India, and other essays, New York City 1964
- Conventions and proprieties of parliamentary democracy in India, Neu-Delhi 1966
- The Indian Constitution: promise and performance, Madras 1966
- Gospel of Gandhi, 1967
- Political democracy and economic development, 1967
- The weaker aspects of the Indian Constitution, Ahmedabad 1967
- An Anthology of Indian Literature, 1969
- Fundamental rights and the Indian Constitution, Ahmedabad 1969
- Report of the committee on co-operation, Madras 1969
- Fundamental rights, Bombay 1970
- British Imperialism and Indian Nationalism, 1972

posthum
- Looking back. Memoirs of K. Santhanam (1895–1980), Mumbai 2001